# Laponia
Laponia eller Lapplands världsarv i svenska Lappland är Europas största sammanhängande naturlandskap med så gott som orörd natur. Namnet kommer från det latinska namnet för Lappland.

## Omfattning

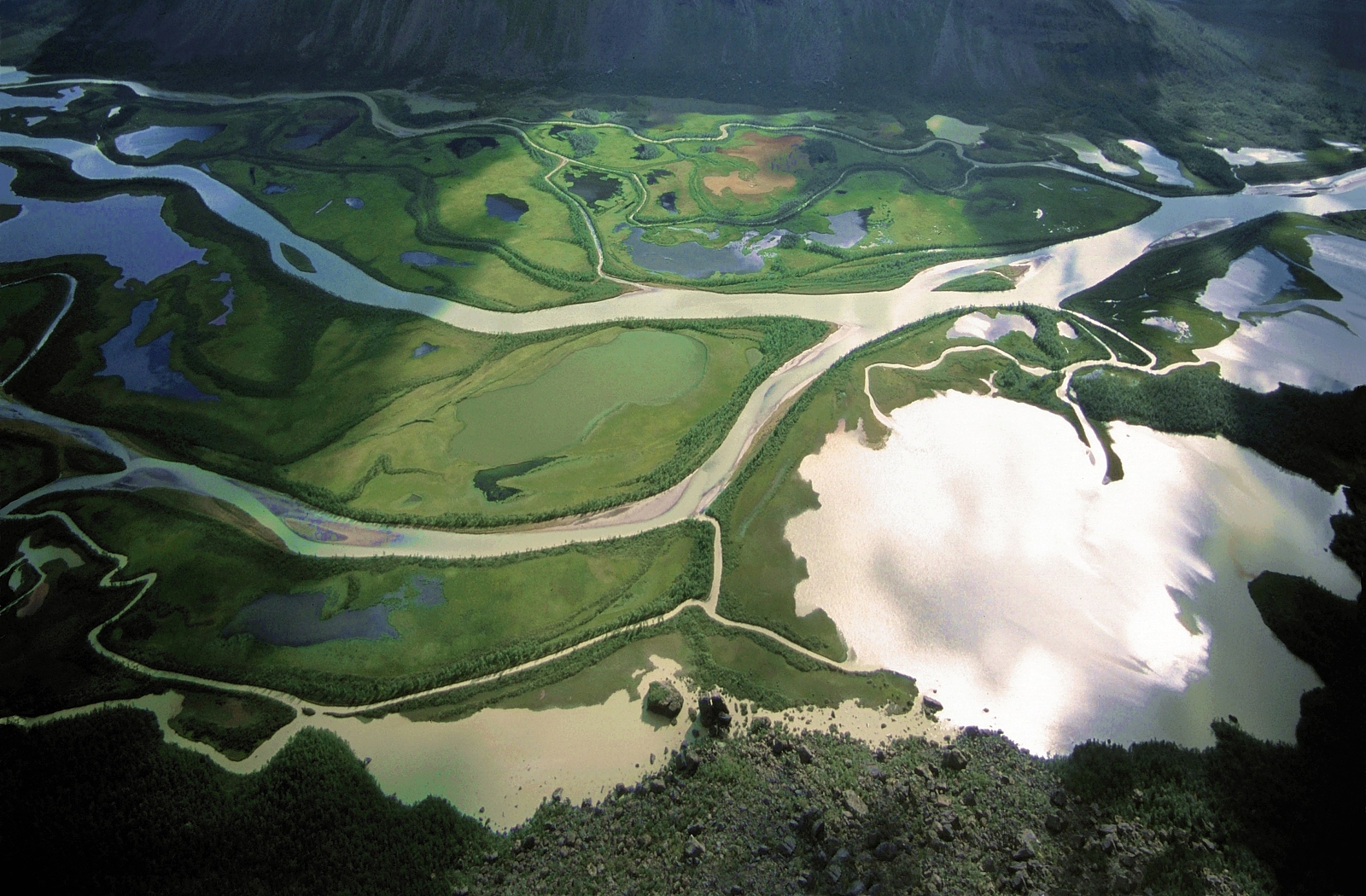
Rapadelta i Sarek nationalpark.

Laponia omfattar 9 400 kvadratkilometer och inkluderar fyra nationalparker (Sarek, Muddus, Padjelanta och Stora Sjöfallet) och två naturreservat (Sjaunja och Stubba) och ligger i Arjeplogs kommun, Gällivare kommun och Jokkmokks kommun i Norrbottens län. I Laponia ingår även glaciäromådet på Sulitelma, Rapadalens deltaområde och Tjuoltadalen.
Landskapet präglas av fjäll, glaciär, myr och urskog. Det finns ett rikt växt- och djurliv med många hotade arter i området. Laponia är ett av de få världsarv som är kombinerat kultur- och naturområde eftersom samerna fortfarande använder Laponia som betesmark till sina renar och har gjort det i hundratals år.

## Ett världsarv
Laponia togs 1996 upp på Unescos världsarvslista efter kriterium III, V, VII, VIII och IX. Världsarvskommitten motiverade sitt beslut enligt följande:
| ” | Området är av ett enastående universellt värde då det uppvisar exempel på pågående geologiska, biologiska och ekologiska processer, en enorm rikedom på naturfenomen av exceptionell skönhet och en betydande biologisk mångfald inklusive en population av brunbjörn och en alpin flora .... Området har varit bebott av samerna från förhistorisk tid; det är ett av de sista och odiskutabelt största och mest välbevarade exemplen på ett område med nomadiska grupper med säsongsmässiga mönster, involverande sommarbetande renhjordar, något som var vida spritt en gång i tiden och som daterar sig tillbaka till ett tidigt skede i mänsklig ekonomisk och social utveckling. | „ |

Världsarvskommittén sade sig också välkomna ett förslag på att göra Laponia till ett nationsöverskridande världsarv tillsammans med Norge.
Världsarvskommittén fattade i september 2023 beslut, att utreda om Laponia som världsarv. Detta sedan Sveriges regering givit tillstånd för gruvbolaget Beowulf Mining att inleda en bearbetningskoncession för järnmalm i Kallak.